# Hesperophanes sericeus
Hesperophanes sericeus — вид жуков-усачей из подсемейства настоящих усачей.

## Описание
Жук длиной от 15 до 29 мм, имеет светло-бурую до бурого окраску тела, с рыжеватым отливом. Короткие торчащие волоски едва приподняты.

## Экология
Кормовыми растениями личинки являются растения фикусов вида Ficus carica.